# Saxifraga hypnoides
Saxifraga hypnoides — вид трав'янистих рослин родини Ломикаменеві (Saxifragaceae), поширений у північно-західній Європі. Етимологія: з грецької hypnos — «мох», -oides — «-подібний», оскільки особини цього виду мають дуже вузькі (і при цьому близько 1 см довжиною) листки.

## Морфологічна характеристика
Це багаторічні низькі трав'янисті рослини, що формують килимки. Стебла 10–30 см, прямостоячі. Листя цілісне і лінійно-ланцетне або трилопатеве, базальні листки 3–7-лопатеві. Літні бездіяльні бруньки іноді присутні в нижніх пазухах листків. Квіткові тонкі стебла висотою 10–30 см несуть від трьох до семи зірчастих білих квітів із пелюстками завдовжки 7–10 мм. Віночок в два–три рази довший за  чашечку. Плоди — двосекційні й багатонасінні капсули.

## Поширення
Європа (Бельгія, Велика Британія, Фарерські острови, Фінляндія, Франція, Німеччина, Ірландія, Швейцарія, Іспанія, Ісландія, Норвегія, Швеція). Поширений по всій Ісландії за винятком найбезплідніших районів. Населяє мохові осипи, круті скелі поблизу рівня моря, долин струмків і прибережні смуги, рідко піщані дюни; часто росте в півтіні. 
Вирощується як декоративна рослина в садах і на подвір'ях.

## Галерея

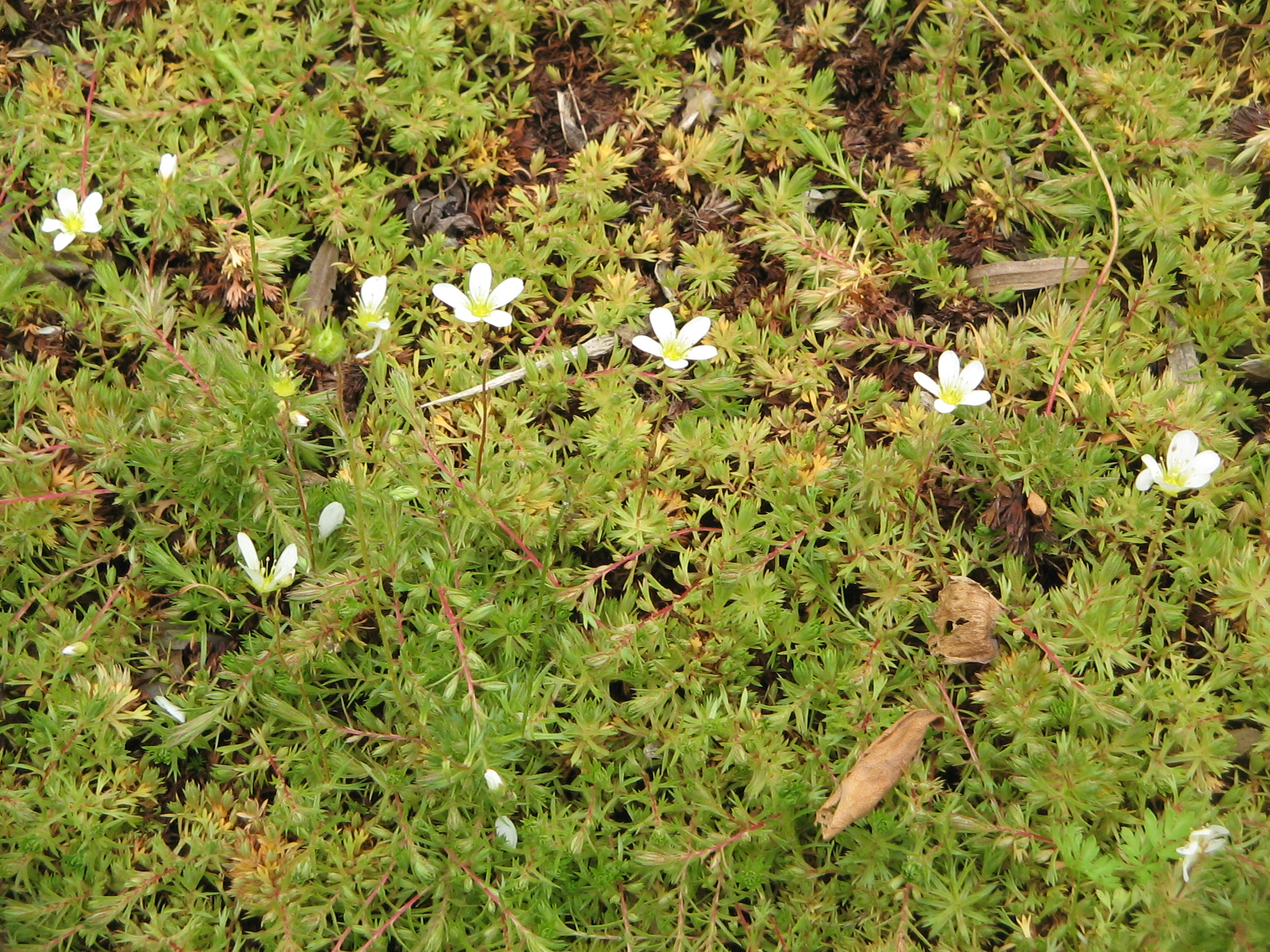
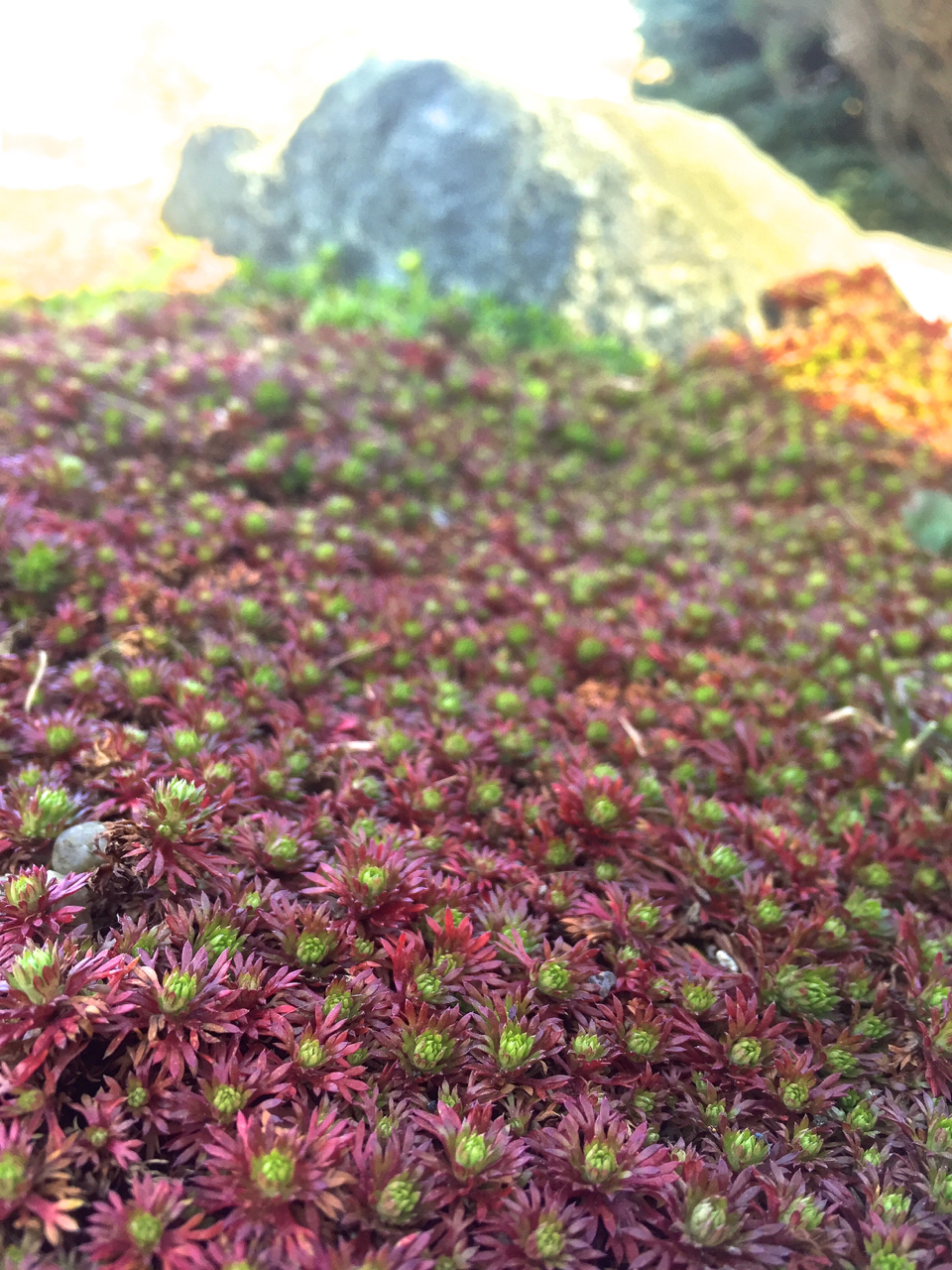